# Ichneumon linearis
Ichneumon linearis är en stekelart som beskrevs av Geoffroy 1785. Ichneumon linearis ingår i släktet Ichneumon och familjen brokparasitsteklar. Inga underarter finns listade i Catalogue of Life.